# Scotinella fratrella
Scotinella fratrella is een spinnensoort uit de familie van de Phrurolithidae.
De wetenschappelijke naam van de soort werd in 1935 als Phrurolithus fratrellus gepubliceerd door Willis John Gertsch.